# 7995 Khvorostovsky
7995 Khvorostovsky eller 1983 PX är en asteroid i huvudbältet som upptäcktes den 4 augusti 1983 av den rysk-sovjetiska astronomen Ljudmila Karatjkina vid Krims astrofysiska observatorium på Krim. Den är uppkallad efter den sovjetisk-ryske operasångaren (baryton) Dmitrij Chvorostovskij.
Asteroiden har en diameter på ungefär sju kilometer.